# Баяга
Баяга́ (также Батама, Баайага) — река в Якутии, левый приток Алдана. Длина реки — 145 км. Площадь водосборного бассейна — 2540 км².
Река берет начало из небольшого безымянного озера в урочище Баяга Баягинского наслега Таттинского улуса. Течёт по таёжной местности преимущественно в северном направлении. На реке имеется населённый пункт — село Томтор. В верхнем течении образует административную границу между Баягинским и Алданским наслегами. Питание имеет в основном снеговое и дождевое.
Основные притоки (от устья): Нарымчан (пр), Байымайы (лв), Куранах-Юрях (лв) и Кутама (лв).

## Данные водного реестра
По данным государственного водного реестра России и геоинформационной системы водохозяйственного районирования территории РФ, подготовленной Федеральным агентством водных ресурсов:
- Бассейновый округ — Ленский
- Речной бассейн — Лена
- Речной подбассейн — Алдан
- Водохозяйственный участок — Алдан от впадения реки Амга до устья
- Код водного объекта — 18030600912117300056607